# 泛美航空841号班机劫机事件
1972年7月2日，泛美航空841号班机，一架波音747客机在从旧金山飞往西贡途中，于南中国海上空遭到劫持。劫机者是一名新毕业的越南大学生，想通过此次事件表示对美国干涉越战的反对。飞机在西贡着陆后，劫机者被机长和乘客杀掉。

## 劫机者生平
1968年至1971年，阮太平在美国国际开发署奖学金帮助下，前往美国攻读渔业管理学士学位。1972年6月10日，阮太平从华盛顿大学毕业。阮太平为了抗议美国参加越战，曾非法占领南越领事馆并因此被逮捕。6月7日，美国当局吊销了他的签证并将他驱逐出境。阮太平随后在檀香山登上了涉事班机。

## 事故经过
泛美航空841号于1972年7月2日从旧金山起飞，途中经停檀香山，关岛和马尼拉。事故发生在班机最后一程。
飞机离地向终点站西贡飞行45分钟后，一名24岁的南越人阮太平给了空中乘务员一张纸条，上面用英语写着“带我到河内，我会在那里把飞机炸掉。”自称北越人的他还劫持了另一名乘务员作为人质。53岁的机长尤金·沃恩收到了纸条。不过他拒绝了改变航线的要求。阮太平有用自己的血写了另一张字条“我的请求是很严肃的！”机长在和劫机者对峙时观察了他所说的炸弹，也就是一个铝箔包裹。机长发现了一名熟人乘客，前加州警察，并寻求帮助。 
沃恩机长借口加油将飞机降落在了西贡新山一空軍基地。落地后，机长走到客舱再次与劫机者对话。劫机者情绪十分激动，威胁说如果飞机不立刻飞往河内，他就会引爆炸弹。沃恩机长假称自己没有听清，让劫机者过来说，并借机卡住他的脖子。另两名乘客夺下了他手中的炸弹包裹。机长随后示意退休警员动手。后者向劫机者开了5枪，杀死了劫机者。沃恩机长把劫机者的尸体扔到停机坪上。其余乘客和机组展开疏散。一名美国空军中校在从充气滑梯下飞机时腿部骨折。数小时后，飞机飞往香港啟德機場检修。

## 事后
沃恩猜测劫机者只是在虚张声势，事实上他是对的。劫机者那个包裹里其实只有一些柠檬。 击毙劫机者的警察身份至今未明。
美国许多反战人士视阮太平为英雄。事发后不久，一伙人闯入沃恩的家中，朝他的游泳池里扔了一些“动物内脏，油漆和碎瓶子”他们还在字条上留下这样的话“谋杀犯沃恩，迟早遭天谴，阮太平万岁，越南人必胜”不过，公众依然将沃恩机长视作拯救乘客的英雄。回国途中，沃恩机长在菲尼克斯机场参加了一次欢迎会，在那里他说“我们把太多的事件浪费在了劫机事件的预防上。死刑是最高效的途径。”1979年，沃恩机长退休；1984年，他因癌症去世。
1975年4月24日，PA841号班机（当天由编号为N653PA的波音747担当）成为新山一机场对西方国家航空公司关闭前，泛美航空最后一班离开西贡的班机。